# Sehnsucht (альбом Lacrimosa)
Sehnsucht (с нем. — «тоска») — десятый студийный альбом швейцарской готик-метал-группы Lacrimosa. Выпущен в 2009 году, состоит из 10 композиций.

## История
В феврале 2009 года на официальном сайте Lacrimosa было объявлено название нового альбома, а также дата выхода — 8 мая. Позже, также в феврале, была показана обложка альбома. Трек-лист из 10 композиций был опубликован в марте. Во второй половине месяца группа выложила в открытый доступ трёхминутный отрывок первой композиции нового альбома.

### Символизм
Автором оформления альбома стал бессменный художник группы Штелио Диамантопулос. Пламя на обложке символизирует горящее чувство тоски, являющееся одновременно и энергией, и большой опасностью, лошадь — символ силы тоски и желания отправиться в путь к свободе и к новым открытиям. Девушка на лошади — это Элодия, появлявшаяся на обложках альбомов Satura и Elodia, и её вернувшийся после «смерти» в альбоме Elodia образ одновременно показывает и хрупкость тоски, и её победу даже над смертью. На задней стороне обложки, невидимой изначально, стоит талисман группы Арлекин, именно он и разжёг пламя тоски.

### Сюрпризы для российских фанатов
Отличительной особенностью альбома является наличие сюрпризов для российских фанатов. Во-первых, это песня «I Lost My Star in Krasnodar». Во-вторых, эксклюзивный сингл «I Lost My Star», который прилагается к альбому в специальном эксклюзивном двухдисковом издании для России. Третий сюрприз находится на диске сингла. Им является специальная версия песни «I Lost My Star in Krasnodar» с куплетом из двух строк на русском языке.

## Издания
Sehnsucht был выпущен в нескольких изданиях:
- Обычное. Полностью чёрно-белая обложка и стандартные версии песен.
- Специальное. Огонь на обложке выполнен в цвете и специальные версии песен 2, 3, 6, 8, 9, 10.
- Виниловая пластинка. Также, как и Angst дебютный альбом Lacrimosa, Sehnsucht выпущен на данном носителе.

## Список композиций
| №                   | Название                         | Перевод                            | Длительность |
| ------------------- | -------------------------------- | ---------------------------------- | ------------ |
| 1.                  | «Die Sehnsucht in Mir»           | Печаль во мне                      | 8:03         |
| 2.                  | «Mandira Nabula»                 | Мандира Набула                     | 5:17         |
| 3.                  | «A.u.S.»                         | Всё сквозь боль                    | 6:50         |
| 4.                  | «Feuer»                          | Пламя                              | 4:33         |
| 5.                  | «A Prayer for Your Heart»        | Молитва сердцу твоему              | 5:13         |
| 6.                  | «I Lost My Star in Krasnodar»    | Я потерял свою звезду в Краснодаре | 5:39         |
| 7.                  | «Die Taube»                      | Голубка                            | 7:28         |
| 8.                  | «Call Me With the Voice of Love» | Позови меня голосом любви          | 3:36         |
| 9.                  | «Der Tote Winkel»                | Мёртвая зона                       | 5:23         |
| 10.                 | «Koma»                           | Кома                               | 7:46         |
| Общая длительность: | Общая длительность:              | Общая длительность:                | 59:48        |

| №                   | Название                                        | Длительность |
| ------------------- | ----------------------------------------------- | ------------ |
| 1.                  | «Feuer»                                         | 4:33         |
| 2.                  | «I Lost My Star In Krasnodar (Special Version)» | 5:39         |
| 3.                  | «The Last Millennium»                           | 5:31         |
| Общая длительность: | Общая длительность:                             | 15:43        |

## Чарты
| Чарт (2009) | Место |
| ----------- | ----- |
| Австрия     | 68    |
| Германия    | 35    |
| Мексика     | 49    |
| Швейцария   | 82    |

## Участники записи
- Тило Вольфф — автор текстов, композитор, вокал, фортепьяно, гитара, программирование, оркестровки.
- Анне Нурми — автор трека «A prayer for your heart», клавишные, вокал.

### Приглашённые музыканты
- Джэй Пи. Генкель (англ. Jay P. Genkel) — гитара
- Дирк Чуя (англ. Dirk Czuya) — гитара.
- Йенц Леонхард — бас-гитара.
- Манне Улиг (нем. Manne Uhlig) — ударные